# مگاریس
مگاریس (یونانی باستان: Μεγαρίς) ایالتی کوچک اما پرجمعیت در یونان باستان بود. این ایالت در غرب آتیک و شمال کورینتیا قرار داشت که ساکنان آن دریانوردانی ماجراجو بودند. پایتخت مگاریس، مگارا، به سنگ مرمر سفید و خاک رس مرغوب شهرت داشت. کوه گرانیا بر مرکز منطقه تسلط دارد. جزیره سالامیس نیز پیش از آنکه در اواخر قرن هفتم پیش از میلاد تحت تسلط آتن دربیاید، در اختیار مگارا بود.

## استان

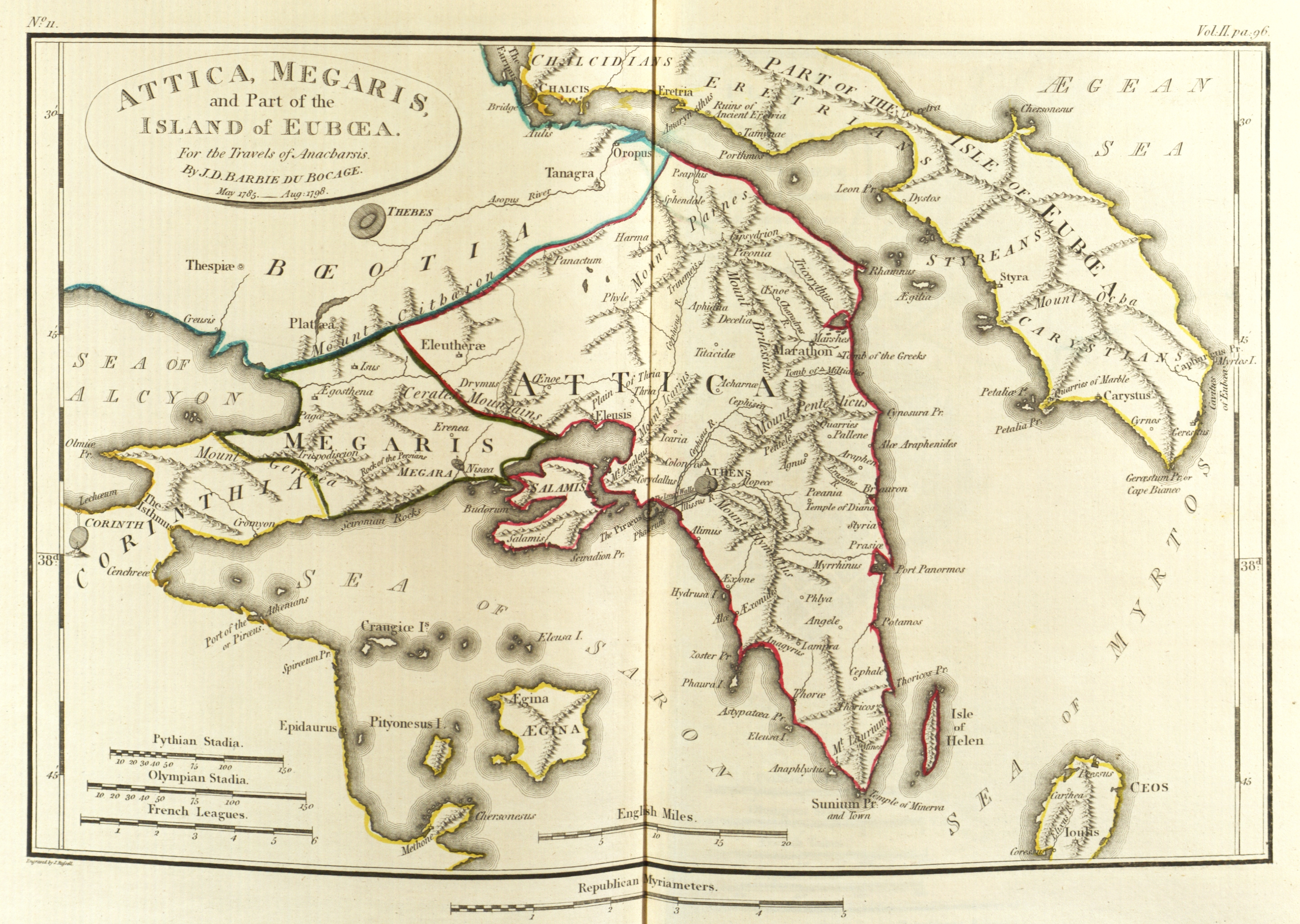
نقشهٔ مگاریس باستان

استان مگاریس یا مگاریدا (
یونانی: Επαρχία Μεγαρίδας یا Μεγαρίδα) استانی از استان‌های یونان باستان در شرق آتیکا بود و قلمرو آن با شهرداری‌های مدرن مگارا، آسپروپیرگوس و الوزیس مطابقت دارد.